# Passajirka
La passatgera (en rus: Пассажирка (Passajirka)), op. 97, és una òpera de 1968 de Mieczysław Weinberg sobre un llibret rus d'Aleksandr Medvédev. Va ser estrenada oficialment el 25 de desembre de 2006 pels músics del Teatre Stanislavsky a la Sala Svetlanov de la Casa Internacional de Música de Moscou, en una semi-escenificació dirigida per Volf Gorelik.
El llibret de Medvédev es basa en la peça de ràdio polonesa de 1959 Pasażerka z kabiny 45 ('La passatgera de la cabina número 45') de la supervivent del camp de concentració Zofia Posmysz. L'obra va ser reescrita el 1962 per la seva autora com a novel·la, Pasażerka. Posmysz també va treballar amb Andrzej Munk en el guió per a la seva pòstuma pel·lícula homònima, de 1963, Pasażerka. El llibret de Medvédev es va reelaborar el 2010 per a la primera representació escènica de l'òpera al Festival de Bregenz en alemany, anglès, polonès, jiddisch, francès, rus i txec.

## Representacions
Originalment fou programada per ser interpretada al Bolxoi el 1968, però per diverses raons, la representació no es va materialitzar. L'èmfasi de l'òpera en el patiment polonès i jueu, en comptes de la lluita russa, va fer que no fos desitjable.

## Personatges
| Paper (en rus / en alemany)                                | Tipus de veu | Nacionalitat i descripció                                     |
| ---------------------------------------------------------- | ------------ | ------------------------------------------------------------- |
| Liza (Лиза / Liese)                                        | mezzosoprano | alemanya, 22 anys a Auschwitz i 37 anys al vaixell            |
| Valter (Вальтер / Walter)                                  | tenor        | alemany, diplomàtic, el marit de Liza, 50 anys                |
| Marta (Марта / Martha)                                     | soprano      | polonesa, presonera, 19 anys a Auschwitz i 34 anys al vaixell |
| Tadeuix (Тадеуш / Tadeusz)                                 | baríton      | polonès, pres, l'amant de Marta, 25 anys                      |
| Katia (Катя / Katja)                                       | soprano      | russa, partisana, presonera de 21 anys                        |
| Rols secundaris:                                           |              |                                                               |
| Kristina                                                   | mezzosoprano | polonesa, presonera de 28 anys                                |
| Vlasta                                                     | mezzosoprano | txeca, presa de 20 anys                                       |
| Hannah                                                     | contralt     | jueva, presonera de 18 anys                                   |
| Yvette                                                     | soprano      | francesa, presonera de 15 anys                                |
| Alte                                                       | soprano      | alemanya, presonera anciana                                   |
| Bronka                                                     | contralt     | polonesa, presonera de 50 anys                                |
| Primer home de la SS                                       | baix         | alemany                                                       |
| Segon home de la SS                                        | baix         | alemany                                                       |
| Tercer home de la SS                                       | tenor        | alemany                                                       |
| Un altre passatger                                         | baix         |                                                               |
| Supervisora                                                | parlat       | alemanya                                                      |
| Kapo                                                       | parlat       | alemany                                                       |
| Porter                                                     | parlat       |                                                               |
| Presoners a Auschwitz, passatgers i tripulació del vaixell |              |                                                               |

## Instrumentació[calcitació]
Orquestra
- 3 flautes (la tercera flauta duplica amb un piccolo)
- 3 oboès (el tercer oboè dobla amb un corn anglès)
- 3 clarinets (el segon dobla amb un clarinet petit, i el tercer, amb un clarinet baix)
- Saxo alt
- 3 fagots (el tercer fagot dobla amb un contrafagot)
- 6 trompes, bombardí baríton
- 4 trompetes
- 3 trombons
- tuba
- Timbales, triangle, pandereta, caixa, tambor militar, tambor tenor, fuet, plats, bombo, tam-tam, marimba, vibràfon, xilòfon, campanes tubulars, glockenspiel
- Celesta
- Piano
- Arpa
- Guitarra
- Secció de corda

Banda
- Acordió
- Guitarra
- Piano
- Instruments de percussió de jazz
- Contrabaix en solitari

## Enregistraments
- Weinberg: The Passenger Wiener Symphoniker ; Cor Filarmònic de Praga, Teodor Currentzis ARTHAUS: BLU RAY
- The Passenger, The Opera State Academy and Ekaterinburg Theatre Ballet, Oliver von Dohnányi DVD